# Żyła uszna tylna

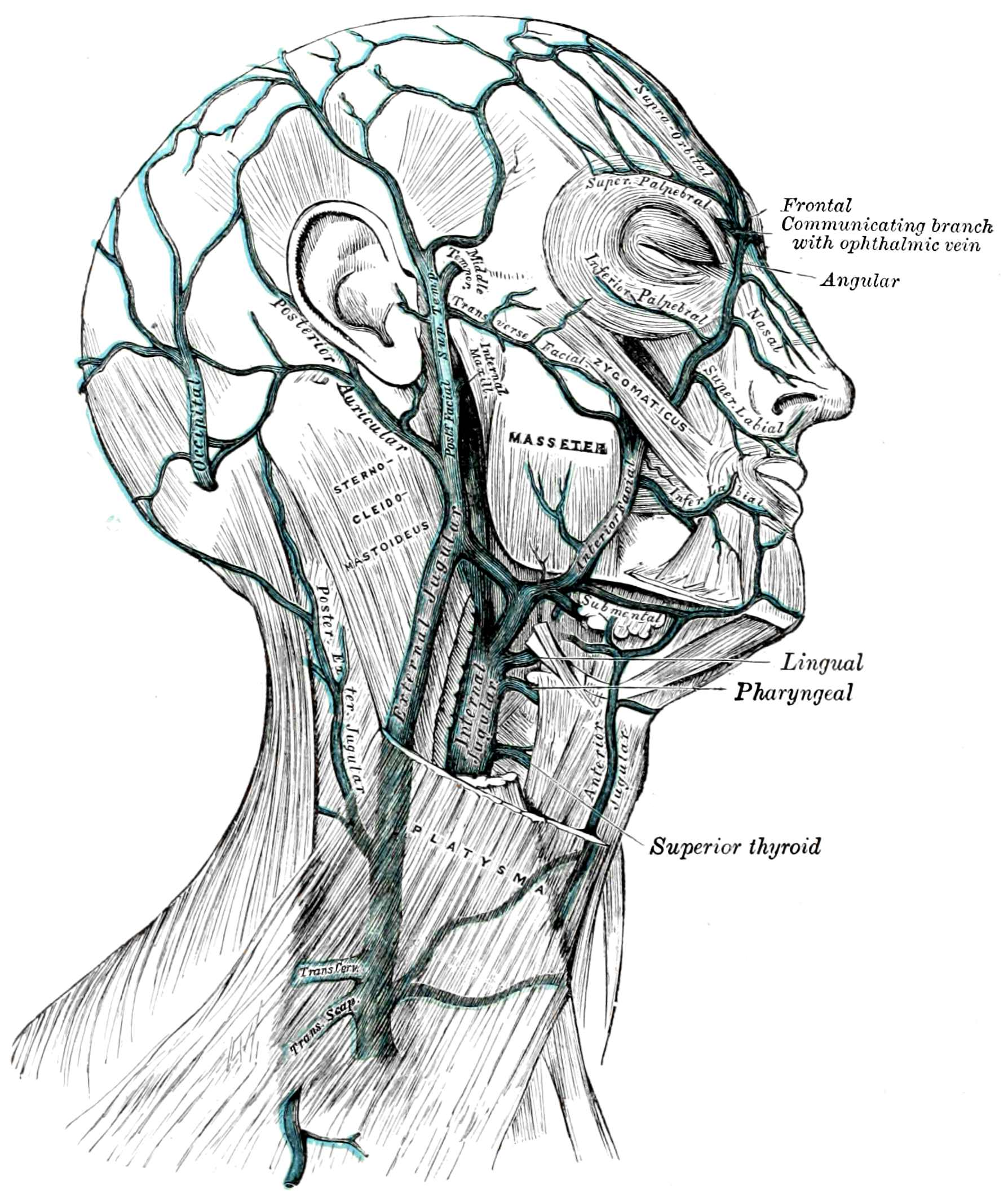
Żyły twarzy i szyi. Żyła uszna tylna podpisana Posterior Auricular

Żyła uszna tylna (łac. vena auricularis posterior) – w anatomii człowieka żyła odprowadzająca krew z części powierzchni głowy położonej z tyłu od małżowiny usznej. Powstaje w splocie żylnym sklepienia czaszki, biegnie w dół na tylnej części kości ciemieniowej i na wyrostku sutkowatym kości skroniowej. Z tyłu od małżowiny usznej przebiega wspólnie z tętnicą uszną tylną. Wpada do żyły szyjnej zewnętrznej, razem z żyłą potyliczną tworząc jej korzeń tylny.